# 오사나이 다카야
오사나이 다카야(일본어: 小山内 貴哉, 1993년 6월 15일 ~ )는 일본의 전 축구 선수이다.

## 구단 경력
그는 2012년부터 2017년까지 J리그의 홋카이도 콘사돌레 삿포로, AC 나가노 파르세이루, 후쿠시마 유나이티드 FC에서 활동하였다.